# Mafdet

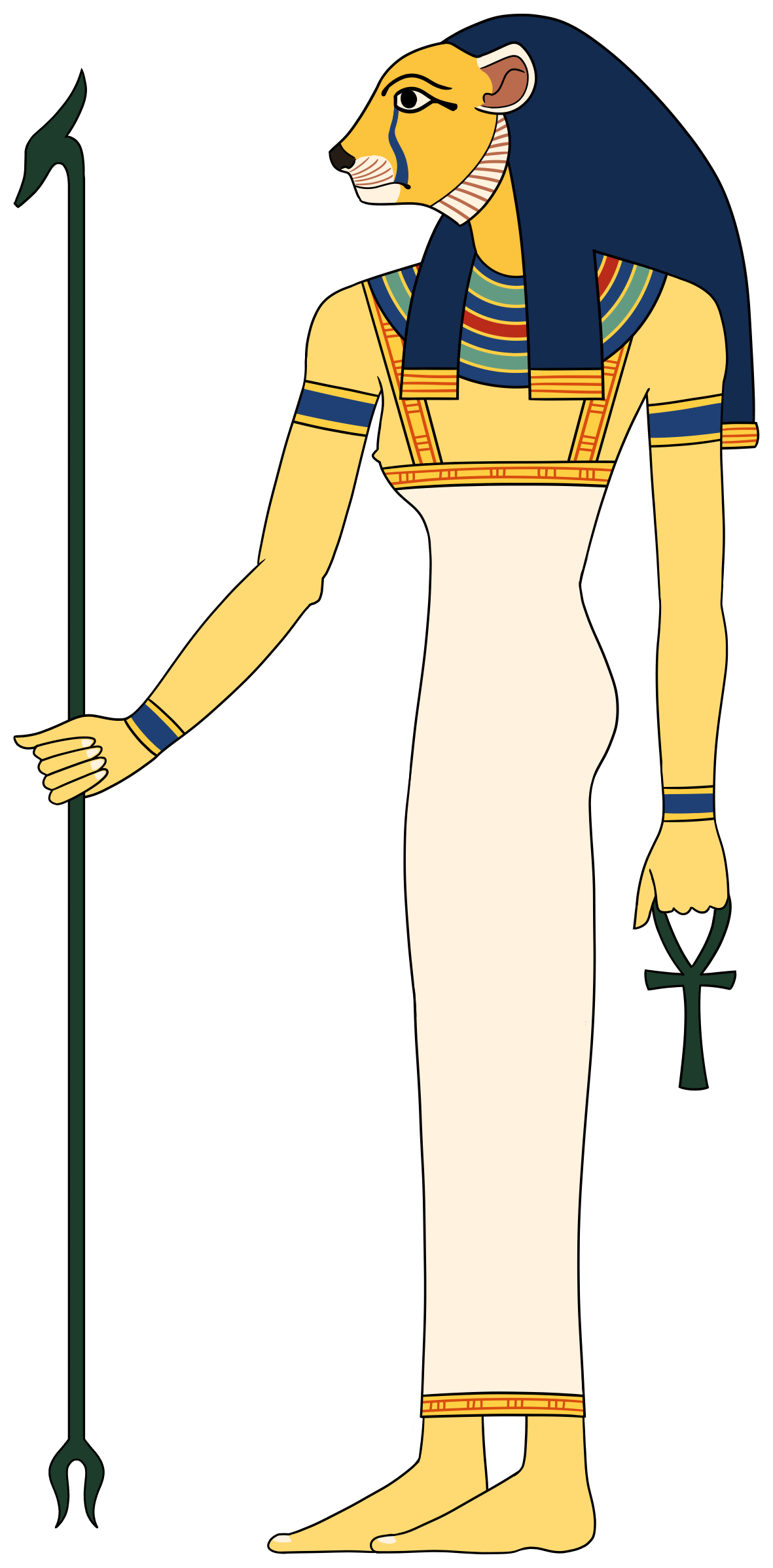

Mafdet var i egyptisk mytologi en gudinna som förknippades med katter och mungoer och ansågs skydda mot ormar, skorpioner och andra giftiga djur.  Hon representerade också rättvisan och avrättningar. 
Hon porträtterades som en kvinna med ett katthuvud eller huvud av något annat kattdjur. Ibland avbildas hon med flätat hår av ormar slutat med skorpionstjärtar, som ett tecken på hennes makt över deras gift.